# Neostylopyga nana
Neostylopyga nana är en kackerlacksart som först beskrevs av Robert Walter Campbell Shelford 1912.  Neostylopyga nana ingår i släktet Neostylopyga och familjen storkackerlackor.
Artens utbredningsområde är Uganda. Inga underarter finns listade i Catalogue of Life.